# وینسنت پرز
وینسنت پرز (فرانسوی: Vincent Pérez‎؛ زادهٔ ۱۰ ژوئن ۱۹۶۴) یک هنرپیشه، کارگردان، فیلم‌نامه‌نویس، و تهیه‌کننده اهل سوئیس است. وی از سال ۱۹۸۶ میلادی تاکنون مشغول فعالیت بوده‌است.
از فیلم‌هایی که وی در آن نقش داشته‌است، می‌توان به کلاغ: شهر فرشتگان، هند و چین، گوژپشت، خواب آفریقا رو دیدم، فان‌فان، گرفته شده از دریا، خطوط ولینگتون، زمان دوباره به دست آمد، فانفان لا تولیپ، صحبت از فرشتگان و عشق توله سگی اشاره کرد.